# تاکورو یوشیوکا
تاکورو یوشیوکا (ژاپنی: 吉岡 拓朗؛ زادهٔ ۲۳ فوریهٔ ۱۹۸۷) یک بازیکن فوتبال اهل ژاپن است.
از باشگاه‌هایی که در آن بازی کرده‌است می‌توان به باشگاه فوتبال فاگیانو اوکایاما اشاره کرد.